# Ombrana sikimensis
Ombrana sikimensis (voorheen Chaparana sikimensis) is een kikker uit de familie Dicroglossidae. De soort werd voor het eerst wetenschappelijk beschreven door Thomas Caverhill Jerdon in 1870. Oorspronkelijk werd de wetenschappelijke naam Rana sikimensis gebruikt. Het is de enige soort uit het geslacht Ombrana.
De kikker komt voor in delen van Azië en leeft in de landen India en Nepal. Vermoed wordt echter dat het verspreidingsgebied groter is en de soort ook voorkomt in Bangladesh, Bhutan en China. De habitat bestaat waarschijnlijk uit beboste berggebieden bij stroompjes in de buurt, maar er is zeer weinig bekend over deze soort die beschouwd wordt als zeldzaam.
De vernietiging van de habitat is waarschijnlijk de grootste bedreiging van veel soorten.
Allopaa · 
Chrysopaa · 
Euphlyctis · 
Fejervarya · 
Hoplobatrachus · 
Limnonectes · 
Nannophrys · 
Nanorana · 
Ombrana · 
Quasipaa · 
Sphaerotheca